# Trest smrti na Seychelách
Trest smrti na Seychelách byl zrušen dodatkem ústavy v červnu 1993. Od zrušení trestu smrti je na Seychelách nejvyšším trestem odnětí svobody na doživotí. Seychely jsou signatářem Druhého opčního protokolu Mezinárodního paktu o občanských a politických právech, což je mnohostranná smlouva přijatá Organizací spojených národů. Tento opční protokol zavazuje signatáře k trvalému zákazu trestu smrti na svém území.

## Historie
Poslední poprava se na Seychelách konala ještě v době, kdy bylo území pod britskou nadvládou. Přesné datum popravy, způsob jejího provedení ani jméno popravené osoby nejsou známy. V roce 1966 země zrušila trest smrti za vraždu a další civilní zločiny. Po získání nezávislosti na Spojeném království v roce 1976 potvrdily Seychely svou volbu zrušit trest smrti. Ten zůstal zachován pouze za vlastizradu.
V červenci 1982 byli na Seychelách odsouzeni k trestu smrti čtyři žoldáci za pokus o svržení místní vlády. Tito čtyři muži, 38letý Aubrey Brooks původem ze Zimbabwe, 57letý Jeremiah Puren z Jihoafrické republiky, 26letý Roger England s dvojím občanstvím Spojeného království a Zimbabwe a Bernard Carey, 38letý britský státní příslušník, se přiznali k vlastizradě, jedinému zločinu, za který bylo stále možné zločince odsoudit k trestu smrti. Jejich rozsudky trestu smrti byly vyneseny ve Victorii. Pátý muž ze skupiny, jihoafrický zpravodajský agent Martin Dolinchek také doznal svou vinu a byl odsouzen k trestu odnětí svobody na 20 let, neboť soud v jeho případě seznal, že projevil lítost nad svou účastí na pokusu o převrat. Šestý muž, Robert Sims, rodák z Jihoafrické republiky, byl obviněn z nelegálního dovozu zbraní a čelil maximální trestní sazbě odnětí svobody na 20 let. Sedmou byla Susan Ingles, proti které byla obvinění stažena a žena byla následně deportována do Jihoafrické republiky. Těchto sedm žoldáků bylo součástí skupiny 53, které vedl britsko-jihoafrický žoldák Mad Mike Hoare.
Brooks, Puren, England ani Carey nebyli nikdy popraveni a v době, kdy byli odsouzeni k trestu smrti, Seychely ani neměly žádnou funkční šibenici. Všichni byli z vězení propuštěni v roce 1983. Aubrey Brooks později napsal autobiografii o svém životě, ve které se zmiňuje o tom, že strávil dva roky ve vězení za svou účast na pokusu o převrat. V knize také děkuje prezidentu Seychel Albertu Renéovi za to, že sehrál významnou roli při záchraně jeho života.

## Zrušení trestu smrti
Před zrušením trestu smrti seychelští zákonodárci váhali nad jeho zrušením za nenásilné trestné činy jako je velezrada, další politické zločiny či nelegální obchod s drogami. Podobnými otázkami se zabývaly i jiné africké země, jako Svatý Tomáš a Princův ostrov, Pobřeží slonoviny či Mauricius, před tím, než jej samy zrušily. Všechny debaty v těchto zemích vedly ke zrušení trestu smrti za všechny zločiny, včetně těch politických. Všechny země, kde probíhaly tyto diskuze, byly zeměmi, které před zákonným zrušením trestu smrti po dlouho dobu neprováděly popravy.
Dne 18. června 1993 byla ratifikována ústava Seychelské republiky. Článek 15, oddíl 2 výslovně zrušil trest smrti za všechny zločiny. Zrušení trestu smrti se také objevilo v § 194 trestního zákoníku.